# Heroes of Might and Magic Online
Heroes of Might and Magic Online (HoMM Online) is een Chinese (MMORPG) (Massively Multiplayer Online Role Playing Game), ontwikkeld door Netdragon. Het spel werd oorspronkelijk eind 2005 verwacht, maar kwam uiteindelijk uit op 30 mei 2008. Het spel is gratis online te spelen.

## Mogelijkheden
Het spel bevat drie levels:
- Een globaal willekeurig samengesteld level waarin de speler zich kan voortbewegen en reageren op andere spelers (zoals een typische MMORPG)
- Een strategisch level gelijk aan een traditioneel Heroes III-speelgebied, waarin spelers hun held telkens een bepaalde tijd dingen kunnen laten doen (turn-based)
- Een gevechtslevel, ook gelijk aan wat in Heroes III wordt gevonden